# Muzeum Katyńskie
Muzeum Katyńskie w Warszawie – muzeum upamiętniające ofiary zbrodni katyńskiej oraz osoby walczące o prawdę o tej zbrodni. Oddział Martyrologiczny Muzeum Wojska Polskiego w Warszawie. 
Muzeum znajduje się na terenie Cytadeli Warszawskiej przy ul. Jana Jeziorańskiego 4 (wejście od strony Bramy Nowomiejskiej). 

## Historia
Muzeum zostało otwarte 29 czerwca 1993. Powstało dzięki staraniom środowisk związanych z Rodzinami Katyńskimi i inicjatywie stołecznego Muzeum Wojska Polskiego przy akceptacji i wsparciu finansowym i organizacyjnym Ministerstwa Obrony Narodowej. Gromadzi i prezentuje na wystawie stałej m.in. artefakty grobowe wydobyte podczas prac ekshumacyjnych w Katyniu, Miednoje, Charkowie i Bykowni, a także pamiątki, fotografie i archiwalia przekazywane przez rodziny i krewnych ofiar zbrodni katyńskiej.
Pierwsza siedziba placówki (1993–2009) znajdowała się w forcie IX „Czerniaków” przy ul. Powsińskiej. Muzeum od początku istnienia do 2000 było prowadzone przez płk. w st. spocz. Zdzisława Sawickiego. 
W 2010 w wyniku międzynarodowego konkursu na projekt nowego muzeum zapadła decyzja o adaptacji i rewitalizacji kaponiery oraz 3,5 ha obszaru Cytadeli Warszawskiej. Wybrano projekt zgłoszony przez pracownię BBGK Architekci, którego autorami byli Jan Belina-Brzozowski i Konrad Grabowiecki. Twórcą koncepcji narracji plastycznej ekspozycji wewnętrznej i zewnętrznej był artysta plastyk Jerzy Kalina.
W latach 2011-2015 w dawnej siedzibie Muzeum Wojska Polskiego (Al. Jerozolimskie 3) prezentowano wystawę pt. Pamięć nie dała się zgładzić... będącą zapowiedzią nowej ekspozycji Muzeum Katyńskiego.
W sierpniu 2015 u zbiegu ulic Krajewskiego i Wisłostrady zamontowano Dzwon Katyński. Dzwon ten ma otwór po przestrzeleniu, a projekt jego wyeksponowania zakłada oświetlenie snopem światła z symbolicznej mogiły u podnóża konstrukcji.
17 września 2015 miało miejsce uroczyste otwarcie muzeum w nowej siedzibie na terenie Cytadeli Warszawskiej. W oficjalnym ponownym otwarciu Muzeum Katyńskiego wziął udział prezydent, premier oraz przedstawiciele władz samorządowych, a także liczne grono Rodzin Katyńskich.
W 2019 na placu przed wejściem do muzeum ustawiono instalację Sarkofagi, autorstwa Jerzego Kaliny przedstawiającą trzy kamienne wagony kolejowe, przywołujące na myśl transporty jeńców podczas II wojny światowej. 

## Cele statutowe muzeum
- prezentowanie artefaktów grobowych w formie wystawy stałej,
- gromadzenie pamiątek związanych ze zbrodnią katyńską i losem Polaków w ZSRR,
- gromadzenie archiwaliów, fotografii, filmów oraz publikacji dotyczących zbrodni katyńskiej,
- gromadzenie biogramów ofiar zbrodni oraz relacji rodzin ofiar,
- katalogowanie i naukowe opracowywanie zgromadzonych zbiorów,
- zabezpieczanie i konserwacja zbiorów,
- prowadzenie działalności wystawienniczej i edukacyjnej,
- upowszechnianie wiedzy na temat zbrodni katyńskiej.

## Nagrody i wyróżnienia
- W 2019 za projekt Muzeum Katyńskiego pracownia BBGK Architekci otrzymała nagrodę East Centric Architecture Triennale Award w kategorii najlepszy budynek publiczny w Europie Środkowej i Wschodniej[5].
- W 2017 budynek z otoczeniem znalazł się w finale konkursu architektonicznego Nagrody im. Miesa van der Rohe[6].
- W 2016 Nagroda Sybilla w kategorii „Przedsięwzięcie o tematyce martyrologicznej”[7].
- W 2016 Nagroda Specjalna Stowarzyszenia Producentów Betonu Towarowego w plebiscycie Polski Cement w Architekturze[8].
- W 2015 Muzeum zwyciężyło w plebiscycie na Wydarzenie Historyczne Roku, w kategorii „Wystawa”[9].
- W 2008 Muzeum otrzymało Medal Dnia Pamięci Ofiar Zbrodni Katyńskiej[10].

## Galeria

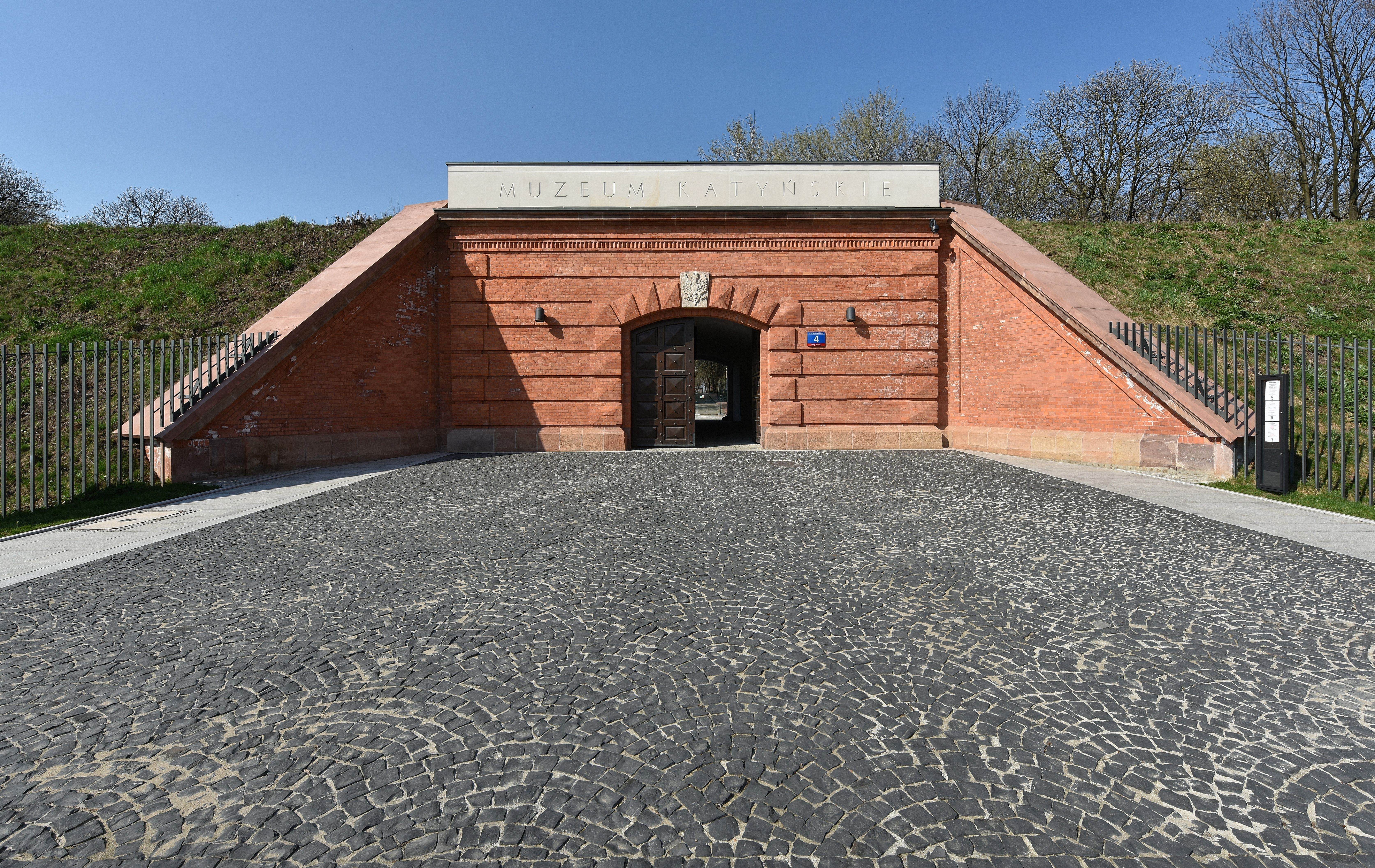
Brama Nowomiejska Cytadeli Warszawskiej, wejście do Muzeum Katyńskiego
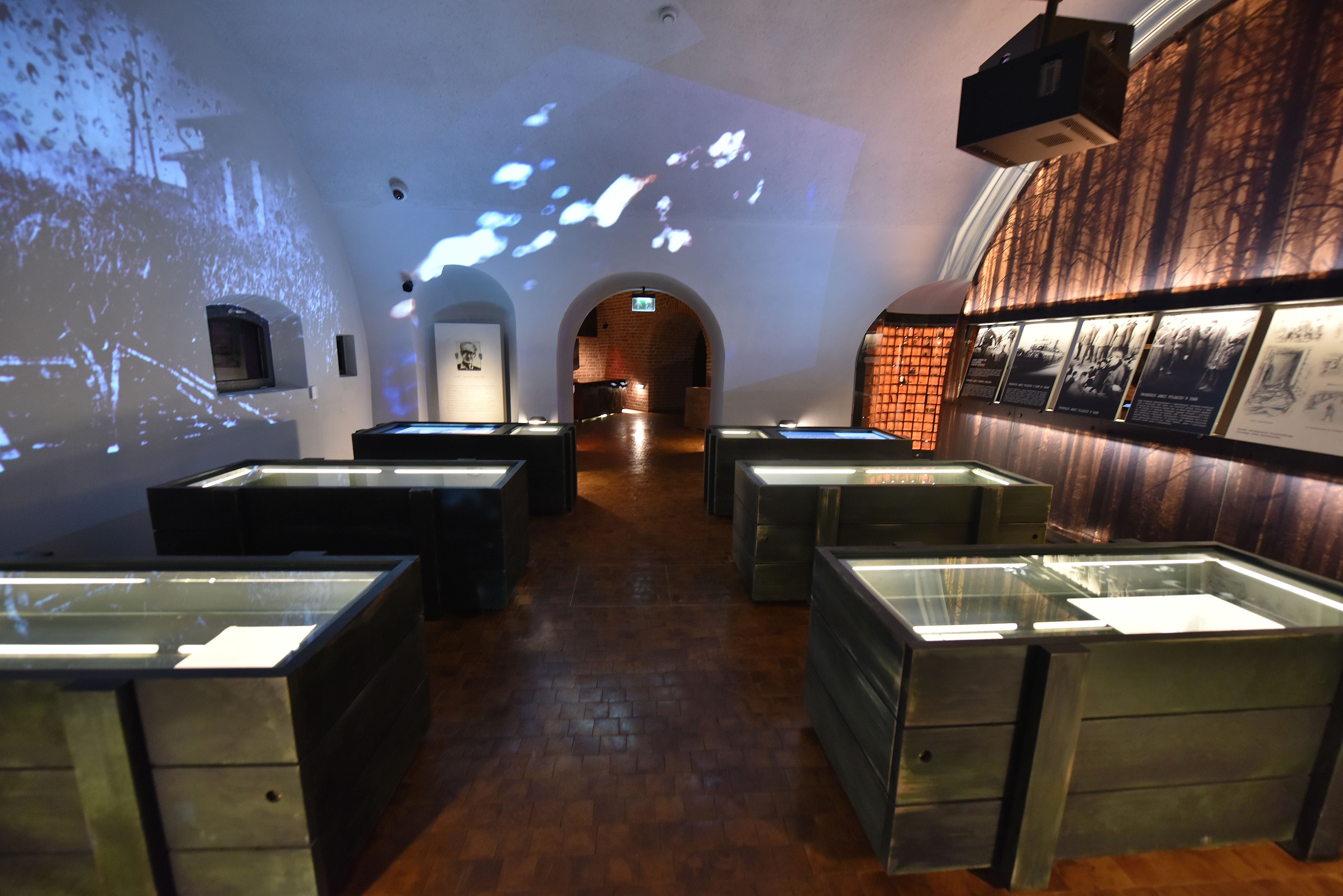
Ekspozycja stała - poziom „Odkrywanie”
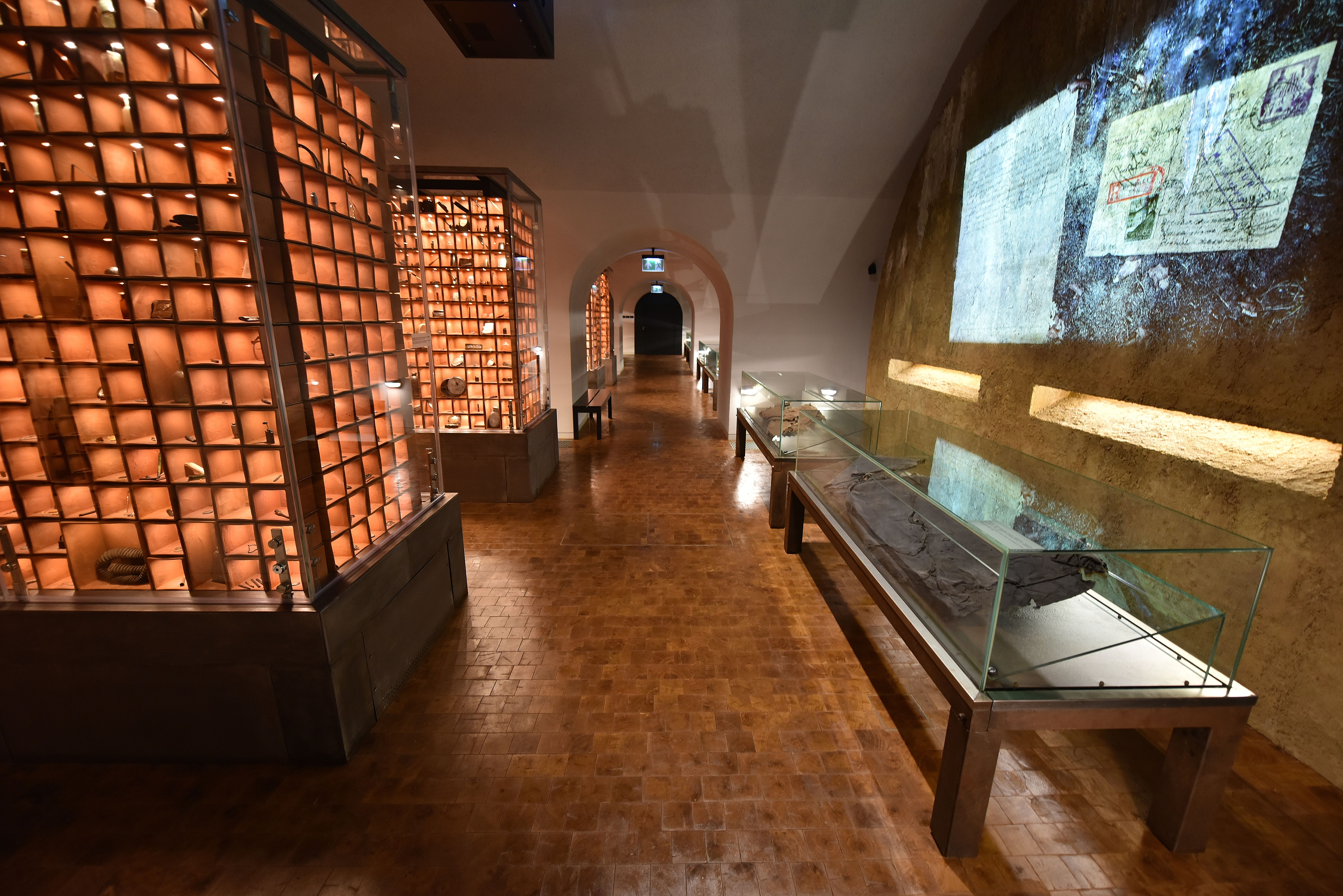
Ekspozycja stała - poziom „Świadectwo”
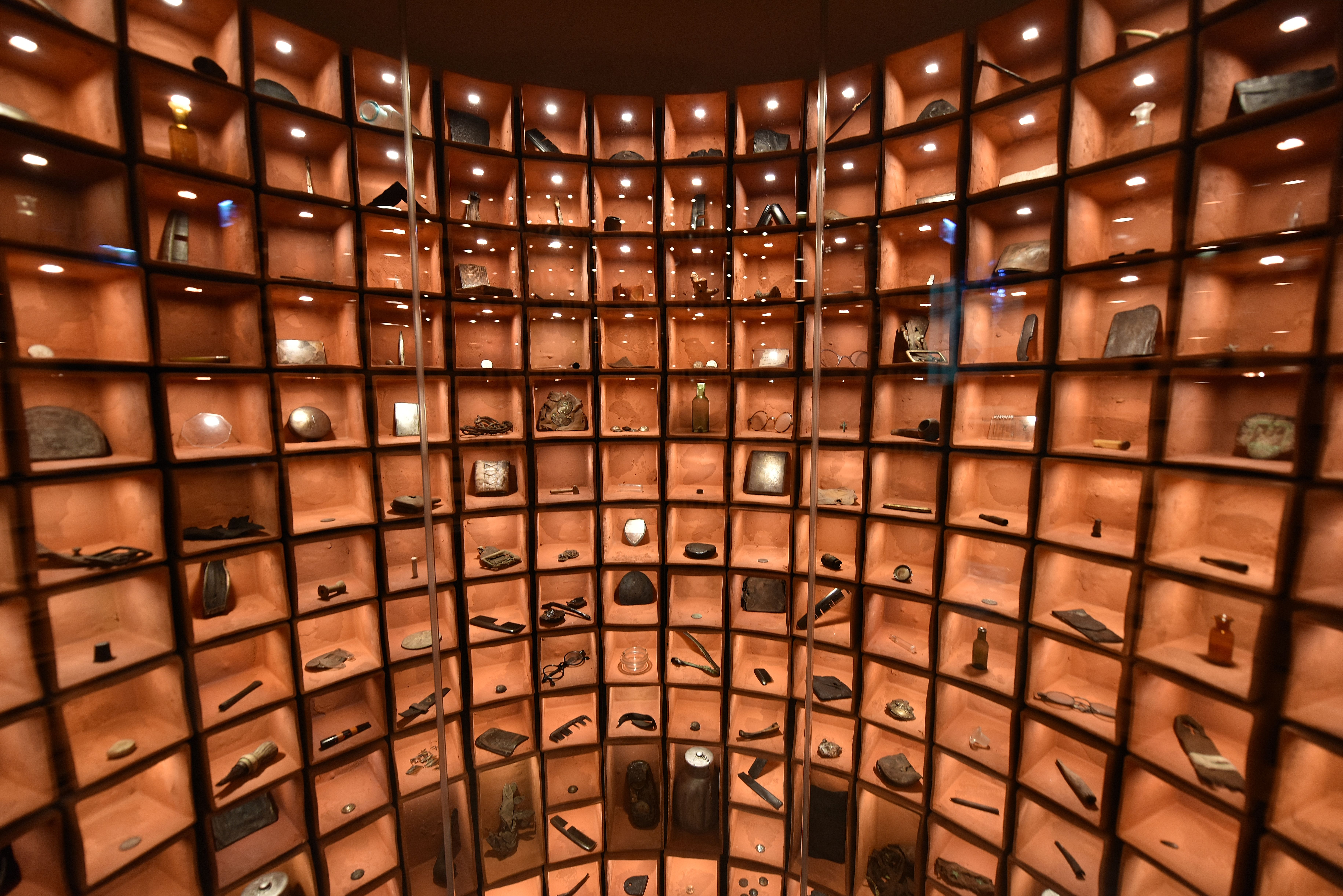
Przedmioty wydobyte w Katyniu podczas prac sondażowo-ekshumacyjnych (1994–1995)
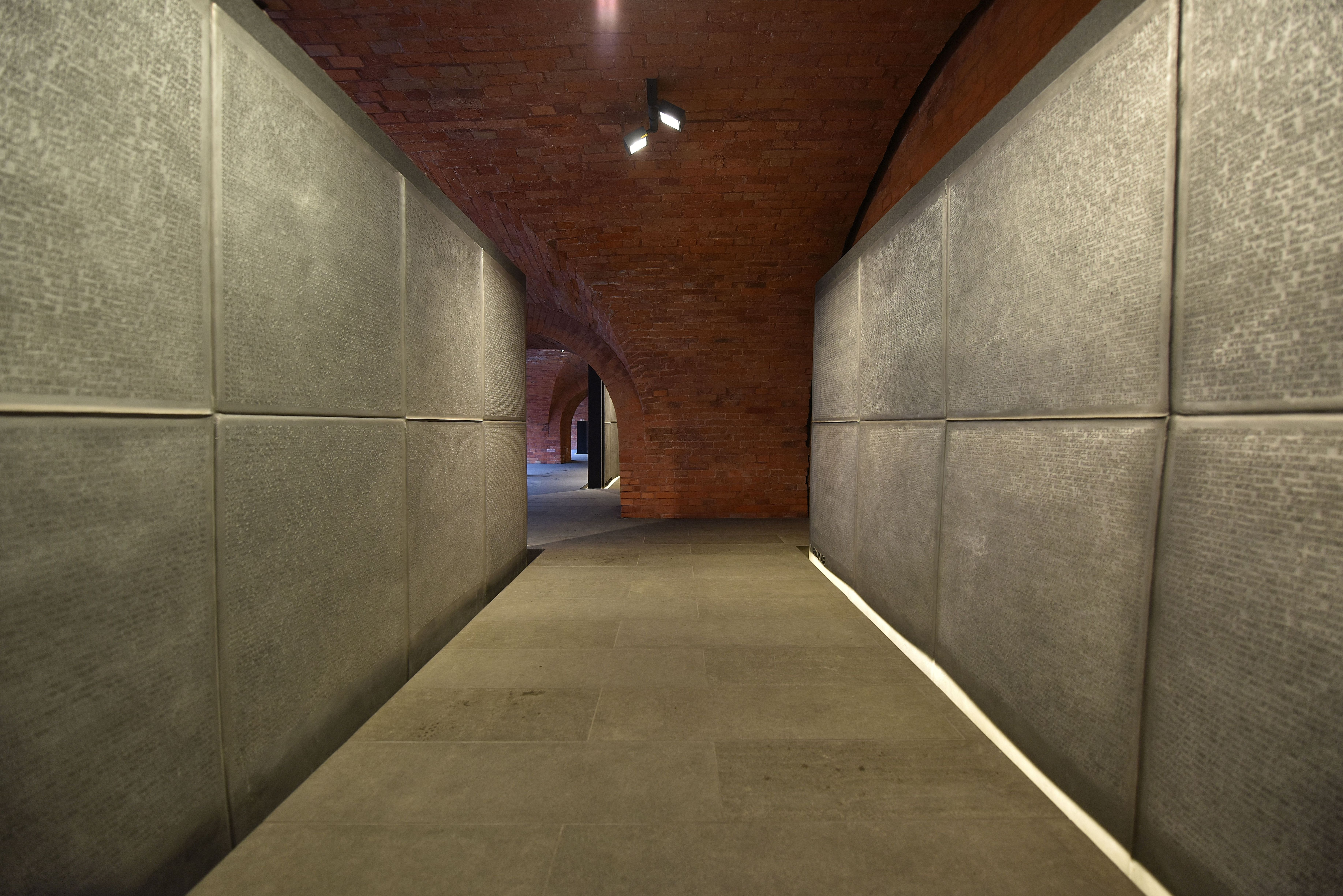
Epitafium katyńskie